# US Open 1983 (Badminton)
Die US Open 1983 im Badminton fanden im November im Manhattan Beach Badminton Club in Kalifornien statt. Es war die 22. Auflage der internationalen Meisterschaften der USA im Badminton.

## Finalresultate
| Disziplin    | Sieger                             | Finalist                     | Ergebnis     |
| ------------ | ---------------------------------- | ---------------------------- | ------------ |
| Herreneinzel | Mike Butler                        |                              |              |
| Dameneinzel  | Sherry Liu                         | Claire Backhouse             | 12–11, 12–11 |
| Herrendoppel | John Britton Gary Higgins          | Mark Freitag Bob MacDougall  | 15–12, 15–8  |
| Damendoppel  | Claire Backhouse Johanne Falardeau | Linda Cloutier Denyse Julien | 15–10, 18–13 |
| Mixed        | Mike Butler Claire Backhouse       | Bob MacDougall Denyse Julien | 15–10, 18–13 |